# پالایشگاه گاز سرخون و قشم
پالایشگاه گاز سرخون و قشم یک واحد پالایشگاه گاز است که در ۲۵ کیلومتری شمال شرقی بندرعباس قرار دارد و از سال ۱۳۷۵ شروع به کار کرده‌است.
شرکت پالایش گاز سرخون و قشم در سال ۱۳۵۷ تأسیس گردید و فعالیت خود را در بخش استحصال و پالایش گاز طبیعی و میعانات گازی همراه و گاز مایع مربوط به میدان گازی سرخون در منطقه بندرعباس و میدان گازی گورزین در جزیره قشم، آغاز نمود.
ظرفیت تولید گاز از این پالایشگاه ۹ میلیون مترمکعب بود که با تعمیرات اساسی واحد شیرین‌سازی ظرفیت تولید به ۱۰ میلیون مترمکعب در سال ۱۳۹۳ خورشیدی افزایش یافت.درحال حاضر مدیر عامل این پالایشگاه دکتر نوری زاده میباشد.
در سال ۱۳۹۳ خورشیدی از مجموع ۹۳۵ نفر مشغول به کار در این مجموعه، ۶۰۰ نفر آن‌ها نیروی پیمانکاری بودند.